# TOKYO流星群
TOKYO流星群（とうきょうりゅうせいぐん）は、日本の俳優4名から構成されるパフォーマンスユニット。大衆演劇を基軸とするさまざまなパフォーマンスを披露している。現メンバーは全員ルビーパレード所属。

## 概要
個々で活動していた俳優および新人タレント7名によって結成され、2012年3月より活動を開始。同年6月に制野が加わり8人となるが、10月制野を含む3名が脱退し、それ以降は上杉、安里、青木、騎田、細川の5人で活動を続ける。2015年には初の海外進出を果たし台湾でショーを披露。2016年2月、最年少であった細川が脱退し4人体制になる。
和と洋の要素を取り入れた“新感覚エンターテインメントユニット”として、大衆演劇を基本に、ダンス・歌・殺陣・日本舞踊などのパフォーマンスを披露している。メンバーは実際に大衆演劇の場で修行を積んでいる。定期的に単独ライブやファン向けイベント等を開催するほか、インターネット番組やイベントゲスト出演などで活動。「バンザイソウル」等のオリジナル曲も制作・披露している。

## メンバー

### 現メンバー
- 上杉輝（うえすぎ てる、1982年7月5日 - ） - リーダー[6]。
- 安里勇哉（あさと ゆうや、1987年12月4日 - ）
- 青木一馬（あおき かずま、1987年4月15日 - ）
- 騎田悠暉（きだ ゆうき、1984年3月13日 - ）

### 元メンバー
2012年10月脱退
- 制野峻右（せいの しゅんすけ、1989年6月16日 - ） - 途中加入メンバー。元ワタナベエンターテインメント所属。
- 松本匡史（まつもと まさし、1990年12月30日 - ）
- ヤマタニカズキ（1989年3月22日 - ） - アフロディーテ所属[7]。

2016年2月脱退
- 細川洪（ほそかわ こう、1989年6月8日 - ）

## 出演

### インターネット・配信
- TOKYO流星群のアフター7（2012年7月 - 9月、あっ!とおどろく放送局）
- 俺たちTOKYO流星群（2012年7月 - 2013年1月、WALLOP）
- 今夜もTOKYO流星群（2013年1月 - 2015年7月、アメーバスタジオ）
- 〜男女追求バラエティ〜妖しきボロ酔いの館（2013年4月 - 6月、アメーバスタジオ）アシスタント
- TOKYO流星群チャンネル「星のテラス」（2016年5月 - 、ニコニコチャンネル）

### 舞台
- 返り咲きリビングデッド（2013年1月）

### その他
- web★1週間 連載「流星★Shot by TOKYO流星群」（2013年、講談社）

## ライブイベント
- LIVE SHOW CASE 〜first impression〜（2012年4月）
- LIVE SHOW CASE 〜second trap〜（2012年7月）
- LIVE SHOW CASE 3rd 〜The Temptation〜（2012年10月） - 同イベントをもって、制野・松本・ヤマタニが脱退。
- 月一レギュラーショー「TOKYO流星群Show Time☆」（2014年7月 - ）

## 作品

### 音楽CD
| 発売日        | 商品名   | 歌          | 楽曲                            | 備考     |
| ------------- | -------- | ----------- | ------------------------------- | -------- |
| 2017年8月30日 | -Boyran- | TOKYO流星群 | 「ワッショイスター」 「華吹雪」 | STARより |

### カレンダー
- TOKYO流星群2018カレンダー（2017年）